# Back to Budokan
Back to Budokan è un doppio album dal vivo del gruppo musicale statunitense Mr. Big, pubblicato il 16 ottobre 2009 dalla Frontiers Records.

## Il disco
L'album segue la reunion della formazione originaria del gruppo avvenuta nei primi mesi del 2009. Dopo aver pubblicato la raccolta Next Time Around - Best of Mr. Big per il mercato giapponese, la band intraprese un tour locale culminato in un concerto al Nippon Budokan di Tokyo il 20 giugno 2009. L'album racchiude l'intera esibizione della serata, in cui si alternano i maggiori successi del gruppo, brani inediti e varie cover, inclusa una versione di Smoke on the Water dei Deep Purple in cui i membri dei Mr. Big si scambiano di strumenti sul palco. Il concerto è stato distribuito anche in formato doppio DVD e Blu-ray Disc, con in allegato un'esibizione bonus acustica registrata all'Hard Rock Cafe di Tokyo nel febbraio 2009.

## Tracce
Disco 1
1. Daddy, Brother, Lover, Little Boy (The Electric Drill Song) – 4:48
2. Take Cover – 4:46
3. Green-Tinted Sixties Mind – 3:53
4. Alive and Kickin' – 5:39
5. Next Time Around – 4:31
6. Hold Your Head Up (cover degli Argent) – 5:37
7. Just Take My Heart – 4:46
8. Temperamental – 5:56
9. It's for You ~ Mars (cover di Cilla Black e Gustav Holst) – 3:43
10. Pat Torpey Drum Solo – 5:04
11. Price You Gotta Pay – 5:28
12. Stay Together – 3:39
13. Wild World (cover di Cat Stevens) – 4:18
14. Goin' Where the Wind Blows – 5:14
15. Take a Walk – 4:29

Disco 2
1. Paul Gilbert Guitar Solo – 3:45
2. Paul Gilbert and Billy Sheehan Duo – 3:09
3. Double Human Capo – 1:08
4. The Whole World's Gonna Know – 4:02
5. Promise Her the Moon – 4:16
6. Rock & Roll Over – 4:13
7. Billy Sheehan Bass Solo – 6:04
8. Addicted to That Rush – 9:04
9. Introducing the Band – 2:00
10. To Be with You – 3:58
11. Colorado Bulldog – 4:49
12. Smoke on the Water (cover dei Deep Purple) – 6:32
13. I Love You Japan – 1:55
14. Baba O'Riley (cover dei The Who) – 6:05
15. Shyboy (cover dei Talas) – 5:12
16. Next Time Around (Studio Version) – 3:38
17. Hold Your Head Up (Studio Version) – 4:36
18. To Be with You (acustica) – 3:50

## Formazione
- Eric Martin – voce, chitarra, basso
- Paul Gilbert – chitarra, cori, batteria
- Billy Sheehan – basso, cori, voce
- Pat Torpey – batteria, cori, voce